# ストレス (生体)

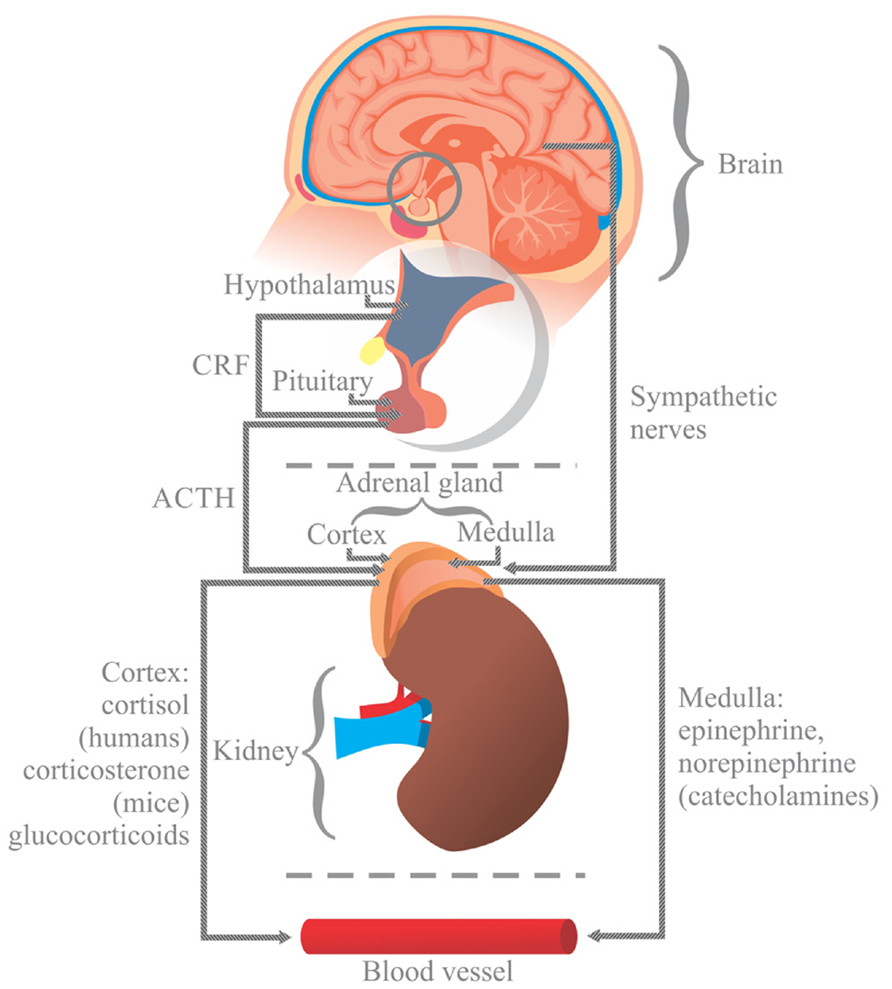
ストレス応答におけるHPA軸と自律神経系の生理メカニズムの模式図。ストレスに反応して、視床下部 (Hypothalamus) は副腎皮質刺激ホルモン放出因子 (CRF) を分泌し、これが下垂体前葉 (Pituitary) を刺激して副腎皮質刺激ホルモン (ACTH) の分泌を引き起こす。ACTHは副腎皮質 (Cortex) を刺激して、ヒトではコルチゾールの産生と血中への分泌を促進する。また、ストレスは交感神経 (Sympathetic nerves) を活性化し、腎髄質 (Medulla) にアドレナリンやノルアドレナリンの分泌を促す。これらの反応はすべて脳 (brain) によって総合的に調整され、最終的には多様な身体器官の機能にも影響を及ぼす可能性がある。

ストレス（英: stress）は、環境や生活状況の変化などのストレス要因（ストレッサー）に対して、生物が生理的または心理的に反応することを指す。ヒトおよび多くの哺乳類では、自律神経系と視床下部-下垂体-副腎系が、ストレスに対する主要な応答システムとされる。ストレス時に分泌される代表的なホルモンとして、アドレナリンとコルチゾールが知られている。
自律神経系のストレス応答経路である交感神経-副腎髄質軸（SAM軸）は、いわゆる闘争・逃走反応を活性化し、ストレスに対して急性に適応する役割を担う。また、副交感神経系は身体の恒常性を維持する役割を担う。もう一つの主要なストレス応答システムである視床下部-下垂体-副腎系（HPA軸）は、コルチゾールの分泌を調節し、代謝や心理機能、免疫機能などに幅広く影響を及ぼす。
SAM軸およびHPA軸は、大脳辺縁系、前頭前皮質、扁桃体、視床下部、分界条など、複数の脳領域によって制御されている。これらの仕組みにより、ストレスは記憶機能、報酬系、免疫機能、代謝、さらには疾患にまで影響を及ぼす可能性がある。疾患リスクは特に精神疾患との関連が深く、慢性あるいは重度のストレスは、多くの精神疾患に共通するリスク要因とされている。

## 語源と概念の形成

### 語源
1920年代以前、「stress」という語は、現代的な意味合いをまったく持っていなかった。この語は、中英語の destresse に由来し、古フランス語を経て、ラテン語の stringere （引き締めるの意）にさかのぼる語形である。この語は長らく物理学において、物体に作用する力によって生じる内部応力、すなわち「ひずみ」を指す用語として使用されていた。

### 概念の進展
1920年代から1930年代にかけては、生物学および心理学の分野で、「ストレス」という語が、精神的な「ひずみ」を引き起こす可能性のある要因として、生理的または環境的な擾乱（じょうらん）を意味するものとして時折り使用されるようになった。ストレスに対する反応として生じるひずみの程度は、その人の回復力（レジリエンス）によって異なり、ひずみが過剰になると病気として表出する可能性がある。
ウォルター・キャノンは1926年、彼が「恒常性（ホメオスタシス）」と呼んだ体内の均衡状態を乱す外的要因を指すために「ストレス」という語を使用した。しかし、「...ストレスを生活経験の説明として用いることは、1930年代以前の一般人や専門家の人生叙述のいずれにおいても見られなかった」。
ストレス要因によって生体の恒常性が乱されることにより、生理的ストレスが直接的に引き起こされ、さまざまな身体的反応を指す。心理的あるいは物理的な均衡が突然乱された身体は、神経系、内分泌系、免疫系を刺激して反応し、短期的および長期的な身体的変化がもたらされることがある。この現象の定義が曖昧であることは、1926年にハンス・セリエによって初めて指摘された。
セリエは、生物学の文脈で「ストレス」という語を最初に使用し、彼はストレスを「身体に加えられたあらゆる要求に対する非特異的反応」と定義した。さらに、ストレス状態を引き起こす原因そのものを指すストレッサーという用語も提唱し、一般向けの書籍や講演活動を通じて自身の概念の普及に務めた。

### 定量化の試み
1960年代後半、心理学の学術領域でもセリエの概念が取り入れられ始め、「人生の重大な出来事」を点数化して「人生のストレス」を定量化する試みや、ストレスとさまざまな疾患との関連性を調べる大規模な研究も行われた。
1970年代後半には、一般の人々にとってストレスは関心の高い医療分野の一つとなり、より多くの基礎研究が求められた。ストレスの神経内分泌、分子的、免疫学的基盤に関する実験室研究も進められた。米国軍は、ストレス研究の主要な拠点となり、戦闘神経症や戦争による精神疾患の理解と軽減に取り組んだ。

### 現代的定義
一方で、Bruce McEwen や Jaap Koolhaas などの神経科学者は、長年の実証的研究に基づき、ストレスという語は「環境からの要求が、生物の自然な調節能力を超える状況に限定すべきだ」と主張している。実際、Toates（1995年）はストレスを、「防御機構が慢性的に緊張状態にあるか、あるいは実際に機能不全に陥っているときにのみ生じる慢性的な状態」と定義している。
また、Ursin（1988年）は、ストレスとは、「予想された出来事（設定値）」と「知覚された出来事（実際値）」との間に、満足に解消できない矛盾があるとき生じるとと述べ、これはストレスを認知一貫性理論（cognitive-consistency theory）のより広い文脈に位置づけるものである。

### 一般への普及
1990年代までに、「ストレス」という語句は、生理学および人間の機能に関するあらゆる科学的理解において不可欠な要素となり、西洋社会を象徴する比喩のひとつとなった。職場におけるストレスなど、特定の状況におけるストレスへの注目が高まり、ストレス管理技術が開発された。また単に「ストレスが溜まっている」と共感を得るための婉曲表現ともなった。ごく軽い苛立ち（いらだち）から、健康を損なう深刻な問題に至るまで、幅広い現象がこの語のもとに語られるようになった。

## 生物学的メカニズム

ヒトの脳：
- 視床下部=
- 扁桃体=
- 海馬/脳弓=
- 橋=
- 下垂体=

### 神経・内分泌系のストレス応答
SAM軸（交感神経-副腎髄質軸）
脳と内分泌系との相互作用は、ストレスが生理的および心理的変化へと変換される過程において重要な役割を果たす。自律神経系（ANS）は、身体的ストレッサーおよび脳による高次入力の両方に対し、ストレスを反射的に反応へと変換するうえで、重要な役割を担っている。
ANSは、交感神経系と副交感神経系という二つの神経系から構成されており、互いに拮抗する作用を持つ。ANSは、前節ニューロンによって制御される節後ニューロンを介して、各組織に直接神経支配を行う。ANSはまた、延髄、視床下部、大脳辺縁系、前頭前皮質、中脳、モノアミン核からの入力を受け取っている。
交感神経系と副腎髄質が連携したストレス応答経路であるSAM軸は、いわゆる「闘争・逃走反応」を引き起こす。この反応は、緊急事態や急性ストレスに対するものであり、心拍数および心筋収縮力の増加、血管収縮、気管支拡張、発汗、副腎髄質からのアドレナリンおよびコルチゾールの分泌など、さまざまな生理的・ホルモン的応答を伴う。一方、副交感神経の反応は恒常性の回復に関連しており、瞳孔収縮、気管支収縮、消化機能の亢進、膀胱壁の収縮などを含む。
HPA軸（視床下部-下垂体-副腎軸）

視床下部-下垂体-副腎軸 (HPA軸) の概念図。副腎皮質刺激ホルモン放出ホルモン (CRH) と副腎皮質刺激ホルモン (ACTH) が作用してコルチゾール (CORT) 分泌される。

HPA軸は、ストレス反応を仲介する神経内分泌系である。視床下部、特に室傍核にある神経細胞は、ホルモンのバソプレシンおよび副腎皮質刺激ホルモン放出ホルモン（CRH）を分泌する。これらのホルモンは下垂体門脈を通じて脳下垂体前葉に到達し、そこに存在するCRH受容体に結合する。
CRHは、副腎皮質刺激ホルモン（ACTH）の分泌に関与する主要な制御分子である。ACTHが全身循環に分泌されると、メラノコルチン受容体に結合して活性化し、ステロイドホルモンの分泌を促進する。
HPA軸の活性化は最終的にコルチゾールの分泌をもたらし、このホルモンは一般的に免疫抑制作用を持つ。したがって、ストレスは免疫系にも影響を及ぼす可能性がある。

### 恒常性維持
ホメオスタシスとアロスタシス
恒常性（ホメオスタシス）は、ストレスという概念の中心的な考え方である。生物学における生化学的プロセスのほとんどが恒常性、すなわち均衡状態を維持しようとする。環境要因すなわち内的・外的刺激は、この恒常性を常に乱し続けており、生物の現在の状態は、その生物の生存にとって最適な状態である恒常性点を中心に絶えず変動する。
これに対してアロスタシス（allostasis）は、恒常性の維持を目的としつつも、環境の変化に応じて神経系・内分泌系・免疫系など生体の内部状態を調整する動的な調整作用を果たしていると考えられている。

## ストレス理論の展開

### 汎適応症候群モデル

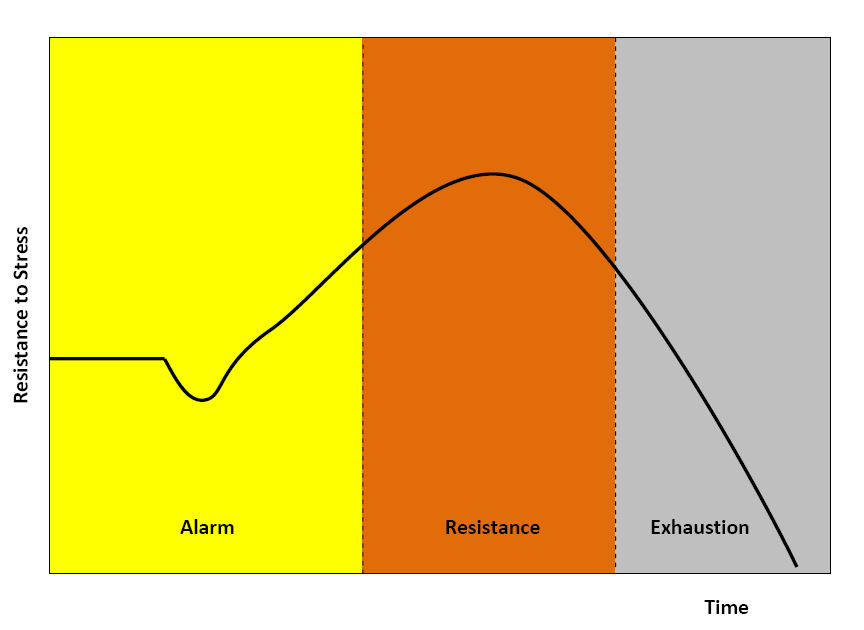
汎適応症候群モデルの図解

ハンス・セリエによって提唱された般適応症候群（GAS、一般適応症候群とも）は、生体がストレスにどのように応答するかを説明するモデルであり、3つの段階から構成される。
- 警告反応期：　交感神経系の活動が活性化される。
- 抵抗期：　生物が脅威に適応し、対処を試みる。
- 消耗期：　脅威への対処が失敗し、生理的資源が消耗する[24]。

第1段階（警報反応期）
最初の警報段階は、ショック相と反ショック相に分けられる。
- ショック相：　ストレッサーによって身体は、血液量減少（英語版）、低浸透圧（英語版）、低ナトリウム血症、低クロール血症、低血糖などの変化にさらされる。この状態はアジソン病に類似し、ストレッサーに対する生体の抵抗力は、一時的に正常範囲を下回る。循環性ショックなど、一定のショック状態が起こる可能性がある。
- 反ショック相：　脅威やストレッサーが特定または認識されると、身体は反応を開始し、警戒状態へと移行する。この段階では、青斑核および交感神経系がアドレナリンなどのカテコールアミンの産生を活性化させ、闘争・逃走反応が引き起こされる。アドレナリンの作用で一時的に筋緊張、末梢血管の収縮および頻脈によって血圧が上昇、血糖値も上昇する。また、HPA軸も活性化され、コルチゾールなどのグルココルチコイドが分泌される。

第2段階（抵抗期）
第2段階は抵抗期である。この段階では、糖質コルチコイドの分泌が増加し、全身的なストレス応答が強化される。グルココルチコイドは、血液中のブドウ糖、脂質、アミノ酸の濃度を上昇させる作用を持つ。高用量のコルチゾールは、鉱質コルチコイド（アルドステロン）と似た作用を示し、身体は高アルドステロン症と似た状態になる。ストレスが持続する場合には何らかの対処（コーピング）が必要となる。身体はストレス刺激への反応を続けるが、それが長期にわたって継続すると体内の化学的資源は次第に枯渇し、最終段階へと移行する。
第3段階（消耗期）
第3段階である消耗期（症憊期、しょうはいき）では、身体の適応能力が限界を迎え、生理的・心理的機能が著しく低下し、さまざまな身体的・精神的な症状が現れる。その結果、心身の健康が深刻に損なわれる可能性がある。

## 心理学的側面

### 認知的評価と対処
リチャード・ラザルスは、ある心理社会的状況がストレスとして作用するためには、それがそのように評価されることが必要である主張した。彼は、状況が潜在的な脅威であるか、危害・損失・挑戦にあたるか、あるいは無害であるかを判断する上で、認知的評価の過程が中心的な役割を果たすと述べた。
この一次評価には、個人要因と環境要因の両方が影響し、それがどのような対処過程を選択するかを誘発する。問題焦点型対処は問題自体の管理を目指すのに対し、感情焦点型対処は否定的な感情の管理に向けられる。二次評価とは、その問題に対処するための利用可能な資源の評価を指し、それによって一次評価が修正される場合もある。
言い換えれば、一次評価には「その問題がどの程度ストレスフルか」という認識が含まれ、二次評価では「その問題に対処するための資源が自分にあるかどうか」が判断される。そして、これらが組み合わさって、全体的なストレス評価が形成される。さらに、対処行動（コーピング）は柔軟性がある。一般に個人は、状況に対する対処法の有効性を評価し、望ましい効果が得られなければ、別の対処戦略を試みる傾向がある。

### ストレスの分類（ユーストレスとディストレス）
1975年、セリエはストレスを「ユーストレス（快ストレス）」と「ディストレス（不快ストレス）」に分類するモデルを発表した。ストレスが身体的または精神的な機能（たとえば筋力トレーニングや挑戦的な仕事など）を高める場合、それはユーストレスと見なされる。一方、対処や適応によって解消されない持続的なストレスはディストレスとされ、不安や引きこもり（抑うつ）行動につながる可能性がある。
ユーストレスをもたらす経験と、ディストレスをもたらす経験の違いは、経験（現実であれ想像上であれ）と個人の期待との乖離、そしてそのストレスに対処するための資源の量によって決定される。

### ストレス要因の分類
ストレッサーの強度や持続時間は、その人が置かれた状況や感情の状態によって変化する。ストレッサーの一般的な分類と例として、次のようなものがあげられる。
- 感覚的入力：　痛み、強い照明、騒音、温度など。あるいは、食糧、空気や水の質、住環境、健康、自由、移動など、環境状況を制御できないこと。
- 社会的要因：　同種の他人 (en:英語版) や対人関係が困難な相手との葛藤、社会的敗北（英語版）、人間関係の対立、裏切り、破局、さらには出生や死、結婚、離婚などの重大なライフイベント。
- 生活経験：　貧困、失業、臨床的うつ病、強迫性障害、過度の飲酒[31]、睡眠不足などもストレスの原因となりうる。学生や労働者であれば、試験や担当業務の成績評価に伴うストレスに直面することがある。
- 発達期の逆境体験：　胎児期における母親のストレス暴露[32][33]、愛着の欠如[34]、性的虐待[35]などは、個人のストレス応答システムの形成に長期的な影響を及ぼすという研究もある。

### ストレス測定法
ストレス尺度として次のような方法があげられる。
- 社会的再適応評定尺度（英語版）[36]（SRRS、生活変化ストレス尺度、ライフイベント法）
- 知覚されたストレス尺度（英語版） (PSS) - 「ホームズ-レイのストレス尺度」とも呼ばれる。生活上の変化による疾病リスクを評価するための方法として開発された[37]。この尺度には、ストレスを引き起こす肯定的な変化と否定的な変化の両方が含まれ、大きな休暇、結婚、配偶者の死や、仕事の解雇などが例示されている[38]。

## ストレスと健康

### 急性ストレスと精神的影響
急性ストレス状況において、深刻なストレスが生じると、個人の健康を損なうような心理的変化が生じる。このような状況では、現実感消失や離人症、不安、過覚醒といった症状が現れることがある。国際疾病分類（ICD）には、深刻なストレスへの反応およびそれに続く適応反応を病因 (en:英語版) とする精神および行動の障害群が含まれている。慢性的ストレス、または個人が利用可能な、あるいは実際に活用している対処資源の不足は、妄想、うつ、不安などの心理的問題の発症につながることがある。

### 慢性ストレスと身体疾患
慢性ストレスは、急性ストレスと区別するために用いられることがある用語である。その定義は幅があり、ストレス反応の継続的な活性化、身体機能にアロスタティックな変化をもたらすストレス、あるいは単に「長期にわたるストレス」として表現される場合もある。急性ストレッサーに対する反応は、若く健康な人にとっては通常、健康上の負担をもたらさないが、加齢や健康状態の悪化により、慢性ストレスは健康に有害な長期的な影響を及ぼす可能性がある。
慢性的なストレッサーは、自然災害や大事故といった急性ストレッサーほど激しくはないかもしれないが、長期にわたることで健康への悪影響はより大きくなる傾向がある。これは、継続的なストレスにより、身体の生理学的反応が日常的に起こり、身体のエネルギーをより急速に消耗させるためである。特に、これらの微小なストレス要因を回避できない場合、その影響は長期間に及ぶ。
ヒトが慢性的なストレスにさらされると、生理的、感情的、行動的な反応に恒常的な変化が生じる場合がある。慢性的ストレスの要因には、たとえば認知症の配偶者の介護のように継続する出来事もあれば、性的暴行のように短期的な出来事であっても長期的な影響をもたらす場合も含まれる。また、心理的ストレスが冠状動脈性心疾患の罹患率および死亡率、さらにその病因的リスク要因に直接関与している可能性があることも、研究によって示されている。特に、急性および慢性のストレスはどちらも血清脂質を上昇させ、臨床的な冠動脈イベントとの関連性が確認されている。
しかし、慢性的ストレスを受けながらも健康を維持できるストレス耐性（ハーディネス）を示す個人も存在する。心理的ストレスはしばしば病気や疾患と結びつけられるが、健康な人々の多くは、慢性的ストレスに満ちた出来事に直面しても、病気を発症することなく過ごすことができる。このことは、ストレスの病理的影響に対する脆弱性には個人差があり、そこには遺伝的要因と心理的要因の両方が関与していることを示唆している。さらに、ストレスを経験した年齢によって、その後の健康への影響が左右される可能性がある。研究によれば、若年期に経験した慢性的ストレスは、後年におけるストレスへの生物学的・心理的・行動的反応に生涯にわたる影響を及ぼす可能性が示唆されている。

### 感染症との関連
いくつかの研究では、慢性的な生活ストレスのある状況で、上気道感染症 (en:英語版) のリスクが増加することが観察されている。ヒト免疫不全ウイルス（HIV）感染者においては、生活ストレスおよびコルチゾールの増加が、HIVの進行悪化と関連していた。また、ストレスレベルの上昇により、潜伏していたヘルペスウイルスが再活性化される可能性があることも、研究によって示されている。

### 発達への影響
慢性的ストレスは、深刻な夫婦間の不和、アルコール依存、児童虐待などを伴う家庭環境にある子どもおいて、脳下垂体からの成長ホルモンの分泌を低下させ、成長発達を妨げることが示されている。より広く言えば、胎児期、乳児期、小児期、青年期は、ストレッサーに対する脆弱性が特に高く、発達上の重要な時期である。

### 精神病理への関与
精神医学的診断である心的外傷後ストレス障害（PTSD）は、1970年代半ばに、反ベトナム戦争活動家、反戦ベトナム帰還兵の会、Chaim F. Shatan らの尽力により提唱され、1980年に「精神障害の診断と統計マニュアル」に追加された。PTSDは、極度の精神的外傷に対する深刻かつ継続的な感情的反応とされており、兵士、警察官、救急隊員などに多くみられた。
2024年のレビューによれば、成人における心的外傷後ストレス障害（PTSD）の生涯有病率は、世界全体でおよぼ3.9%と推定されている。ストレスは、線維筋痛症、慢性疲労症候群、うつ病、および機能性身体症候群など、さまざまな疾患の一因となりうる。

## 参照項目
- 自律神経系 - 内臓、平滑筋、腺を司る神経系の区分
- 視床下部-下垂体-副腎系（HPA軸） - ストレスに対する反応を制御する神経内分泌系
- ストレス脆弱性モデル - 精神性疾患の発症を説明する理論
- 社会的ストレス（英語版） - 社会的つながり（英語版）により軽減され、この効果はソーシャル・バッファリング（英語版）と呼ばれる。
- トリア社会的ストレステスト（英語版） - 人間被験者にストレスを誘発するための実験室的手順
- 炎症 - 有害な刺激に対する生体組織の生物学的反応
- 幼少期のストレス（英語版） - 5歳までの子どもにおける心理的ストレス